# Kogia
A Kogia az emlősök (Mammalia) osztályának párosujjú patások (Artiodactyla) rendjébe, ezen belül a törpe ámbráscetfélék (Kogiidae) családjába tartozó nem.

## Rendszerezés
A nembe az alábbi 2 élő faj és 1 fosszilis faj tartozik:
- kis ámbráscet (Kogia breviceps) (Blainville, 1838) - típusfaj
- törpe ámbráscet (Kogia sima) (Owen, 1866)
- †Kogia pusilla Pilleri, 1987 - a középső pliocén korszakból